# 焼山温泉 (青森県)
焼山温泉（やけやまおんせん）は、青森県十和田市の奥入瀬渓流温泉（旧十和田湖温泉郷）にある温泉。

## 泉質
- 単純温泉
- 硫黄泉
  - 源泉温度57 - 68℃

## 温泉街
国道102号、国道103号の交差点付近に温泉街が広がる。宿泊施設はホテル旅館民宿含めて15軒存在する。
奥入瀬渓流や十和田湖観光の拠点になっており、大型の宿泊施設が多い。
温泉郷には奥入瀬渓流温泉スキー場（旧十和田湖温泉スキー場）が存在する。
共同浴場は存在しない。町営の宿泊施設「町民の家」はそれに近い利用のされ方をしている。
当温泉地は猿倉温泉から引湯している。

## 歴史
開湯は1963年（昭和38年）である。

## アクセス
- 鉄道
  - JR東日本/青い森鉄道青森駅よりJRバス東北十和田北線で約2時間。
  - 東北新幹線八戸駅よりJRバス東北十和田東線で約1時間20分。
  - 十和田観光電鉄線十和田市駅より十鉄バスで約30分。
- 自家用車
  - 東北自動車道小坂インターチェンジより秋田県道2号大館十和田湖線、国道102号などを経由